# Hoplocharax
Hoplocharax is een monotypisch geslacht van straalvinnige vissen uit de familie van de spilzalmen (Acestrorhynchidae).

## Soort
- Hoplocharax goethei Géry, 1966